# Pittsburgh Panthers
De Pittsburgh Panthers, ook wel genoemd Pitt Panthers, is de naam voor de verscheidene sportactiviteiten van de Universiteit van Pittsburgh, in de VS kortweg bekend als Pitt. De mascotte is een panter, "ROC".
Pitt doet in een aantal sporten mee op het hoogste niveau in de universitaire competities van de VS, recent in de NCAA.

## American Football
Traditioneel is American Football de populairste sport op de Universiteit van Pittsburgh, het wordt hier in de hoogste regionen gespeeld sinds 1889.
Pitt heeft de sport helpen verbeteren, onder meer door het gebruik van nummers op de shirts.
In de jaren 50 hielpen zij mee een einde te maken te maken aan de rassenscheiding in het amerikaanse football. Het Panthers-team had een zwarte speler, Bobby Grier. De gouverneur van de zuidelijke Amerikaanse staat Georgia, Marvin Griffin probeerde daarom in 1955 de ploeg van Georgia Tech te verbieden tegen hen te spelen in een wedstrijd voor de Sugar Bowl. Het bestuur van de Universiteit van Pittsburgh stond er op dat hun speler Bobby Grier kon meedoen en dat hun supporters niet op de tribunes zouden worden gescheiden. Na rellen in de stad Atlanta besloot het bestuur van Georgia Tech de wedstrijd niet te verbieden (zij het, dat ze tegelijk besloten dat hun eigen footballers niet binnen Georgia aan interraciale wedstrijden mee mochten doen).

## Atletiek
De Panthers hebben verscheidene olympische en NCAA-kampioenen voortgebracht op het gebied van atletiek, zoals 800m-olympisch-goudwinnaar John Woodruff, tweemaal 110m horden voor olympisch kampioen Roger Kingdom en zevenvoudig hink-stap-sprong-NCAA-kampioene en -wereldkampioene in 2005 Trecia-Kaye Smith.

## Honkbal
Honkbal is de oudste sport op Pitt, men startte hiermee in 1869 en daar zijn verscheidene Major League-honkballers uit voortgekomen.

## Overige sporten
De Pittsburg Panthers hebben ook successen behaald met basketbal, cheerleading, turnen, volleybal, worstelen en zwemmen.